# Iwatayama Monkey Park
Koordinaten: 35° 0′ 32,2″ N, 135° 40′ 28,9″ O

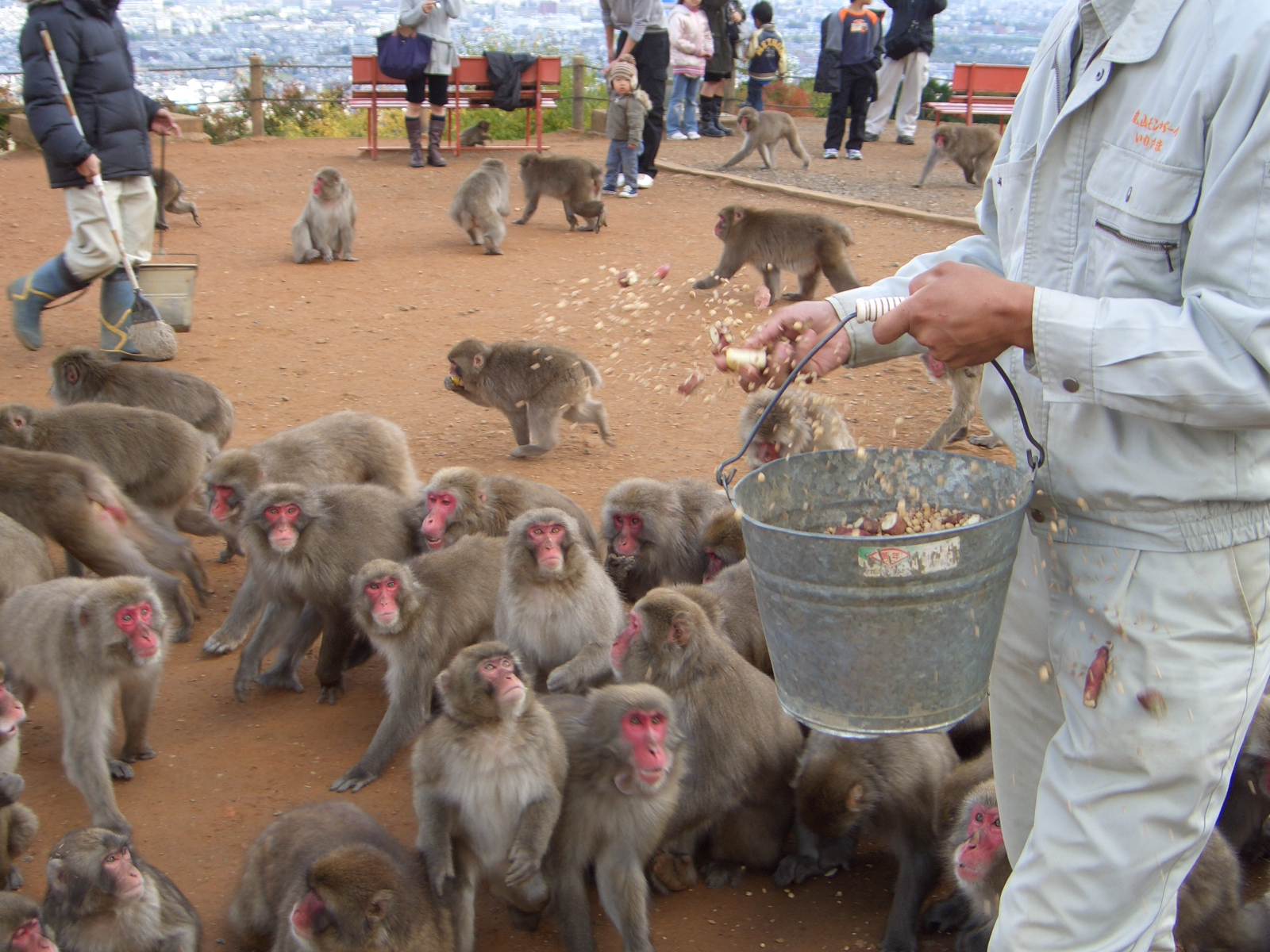
Fütterung der Japanmakaken durch Zoopersonal

Der Iwatayama Monkey Park, auch als Arashiyama Monkey Park Iwatayama oder Arashiyama Monkey Park (嵐山モンキーパーク Arashiyama Monkī Pāku) bezeichnet, ist ein Zoo, der sich auf dem 160 Meter hohen Berg (-yama) Arashiyama am Katsura-Fluss in der Großstadt (-shi) Kyōto in der Präfektur (-ken) Kyōto auf der japanischen Hauptinsel Honshū befindet.

## Geschichte
Im Arashiyama-Park wurde 1954 eine Beobachtungsstation eröffnet, die das Verhalten und die Lebensweise der dort vorhandenen Japanmakaken-Population (Macaca fuscata) erforschen sollte. Aufgrund einer regelmäßigen Fütterung gewöhnten sich die Affen an die Menschen, vermehrten sich und erschienen zahlreicher an der Station. 1957 wurde die Fläche in einen öffentlichen Zoo umgewandelt.

## Tierbestand und Gartenordnung
Auf dem Bergplateau des Zoos finden sich zeitweise ca. 120 Japanmakaken ein. Sie bewegen sich frei auf dem Gelände. Die Besucher befinden sich in unmittelbarer Nähe der Tiere, Absperrgitter sind nicht vorhanden. Zum Schutz der Tiere besagt die Gartenordnung, die Affen nicht zu berühren, im Außenbereich keine Nahrung zu reichen, den Tieren nicht direkt in die Augen zu sehen und Kinder stets unter Aufsicht zu halten. Haustiere dürfen von den Besuchern nicht mitgeführt werden, rauchen ist verboten. Das Füttern der Makaken ist für Besucher aus einem geschlossenen Gebäude möglich. Dort kann geeignetes Futter käuflich erworben werden und an die Makaken durch vergitterte Fenster gereicht werden. Im Außenbereich erfolgt eine Fütterung ausschließlich durch Zoopersonal.

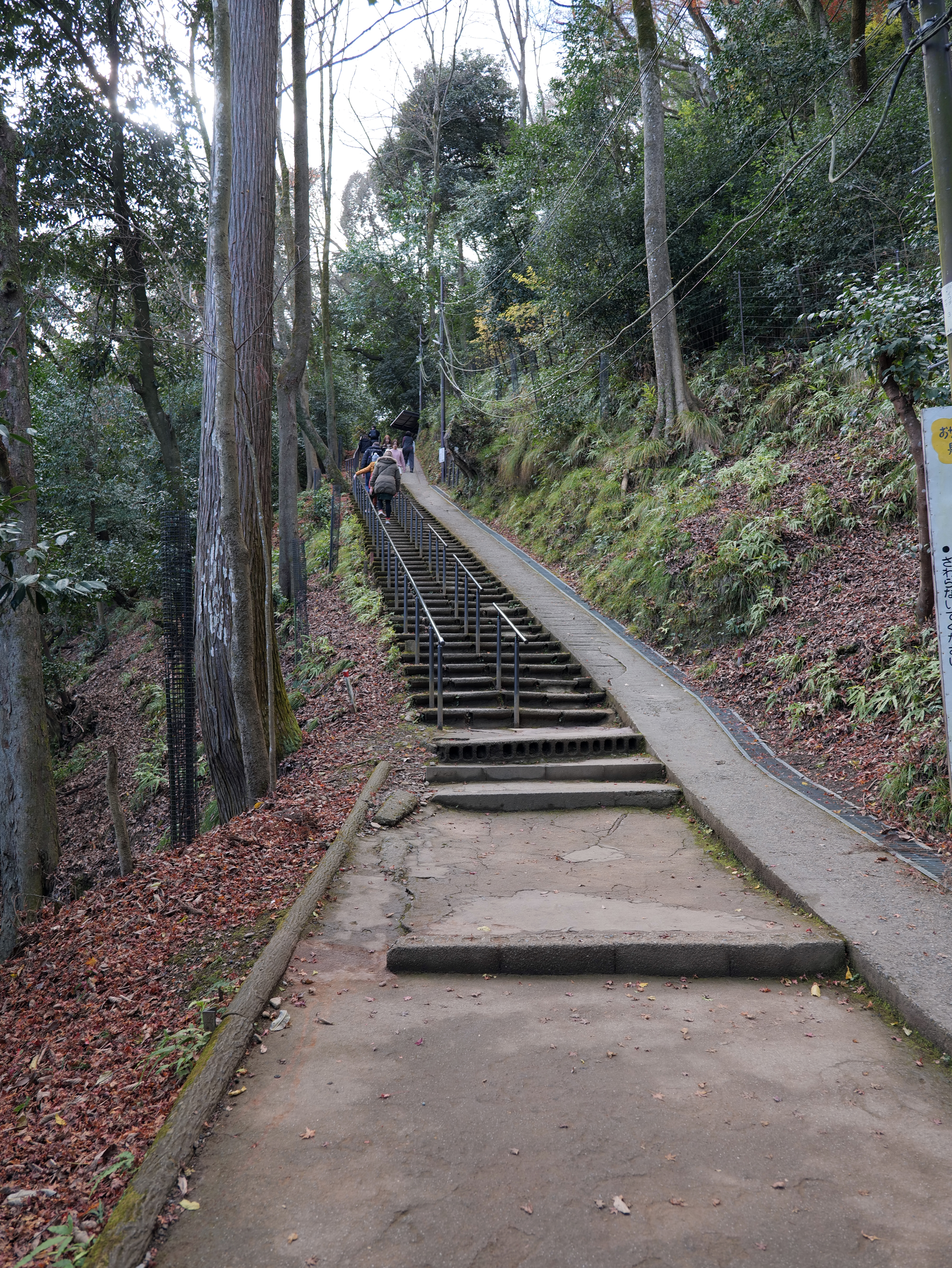
Aufgang zum Zoo
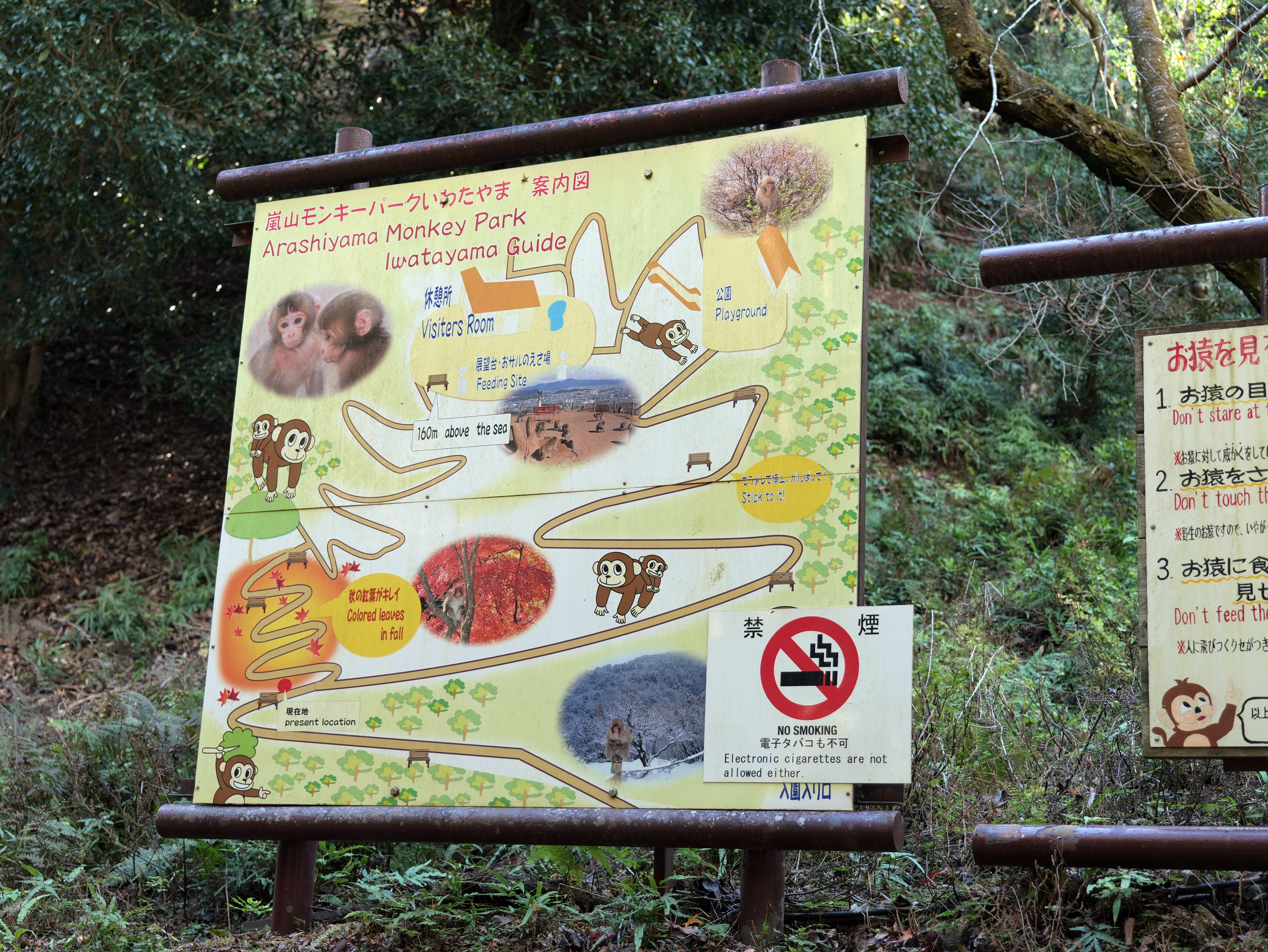
Wegebeschreibung zum Zoo
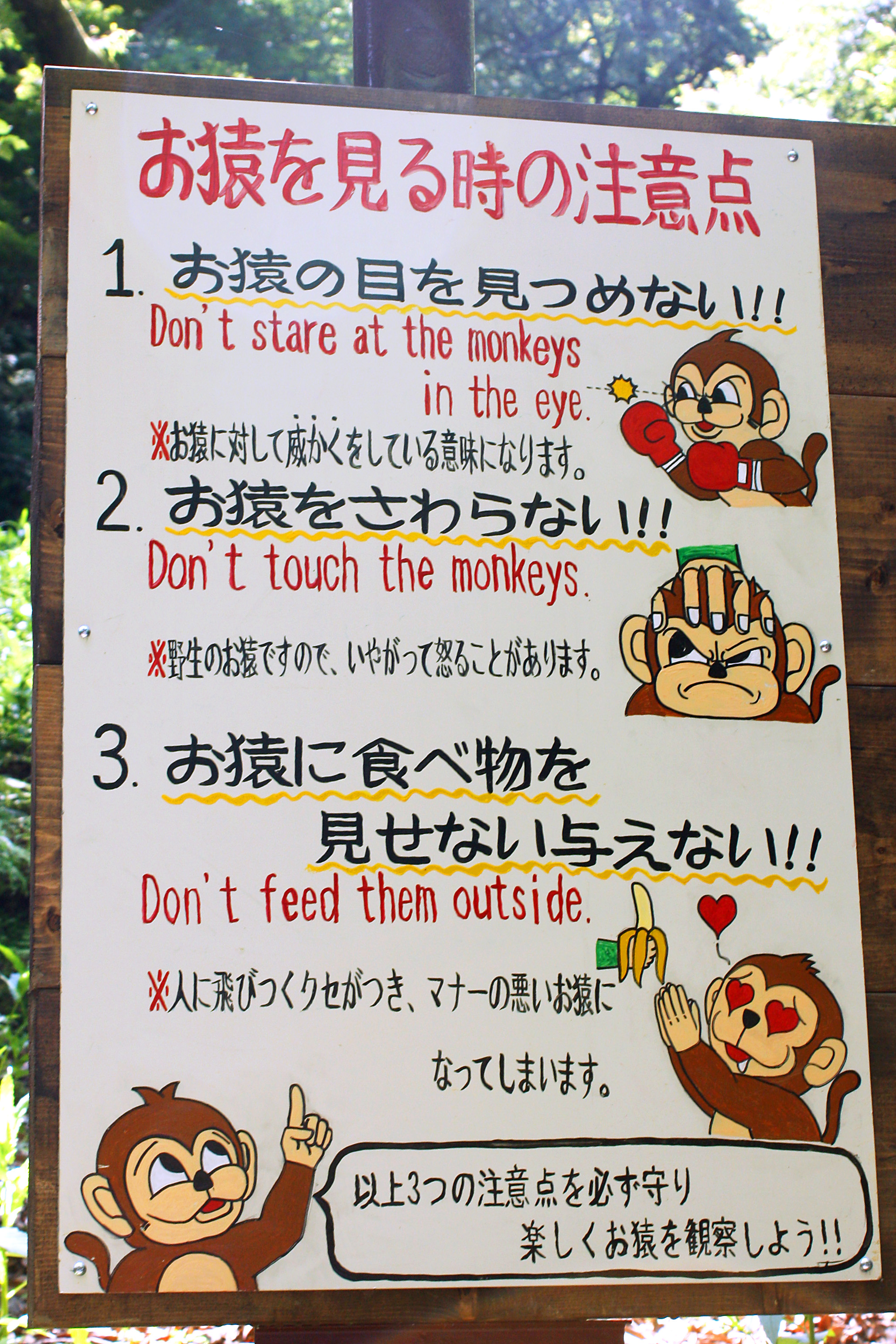
Hinweise
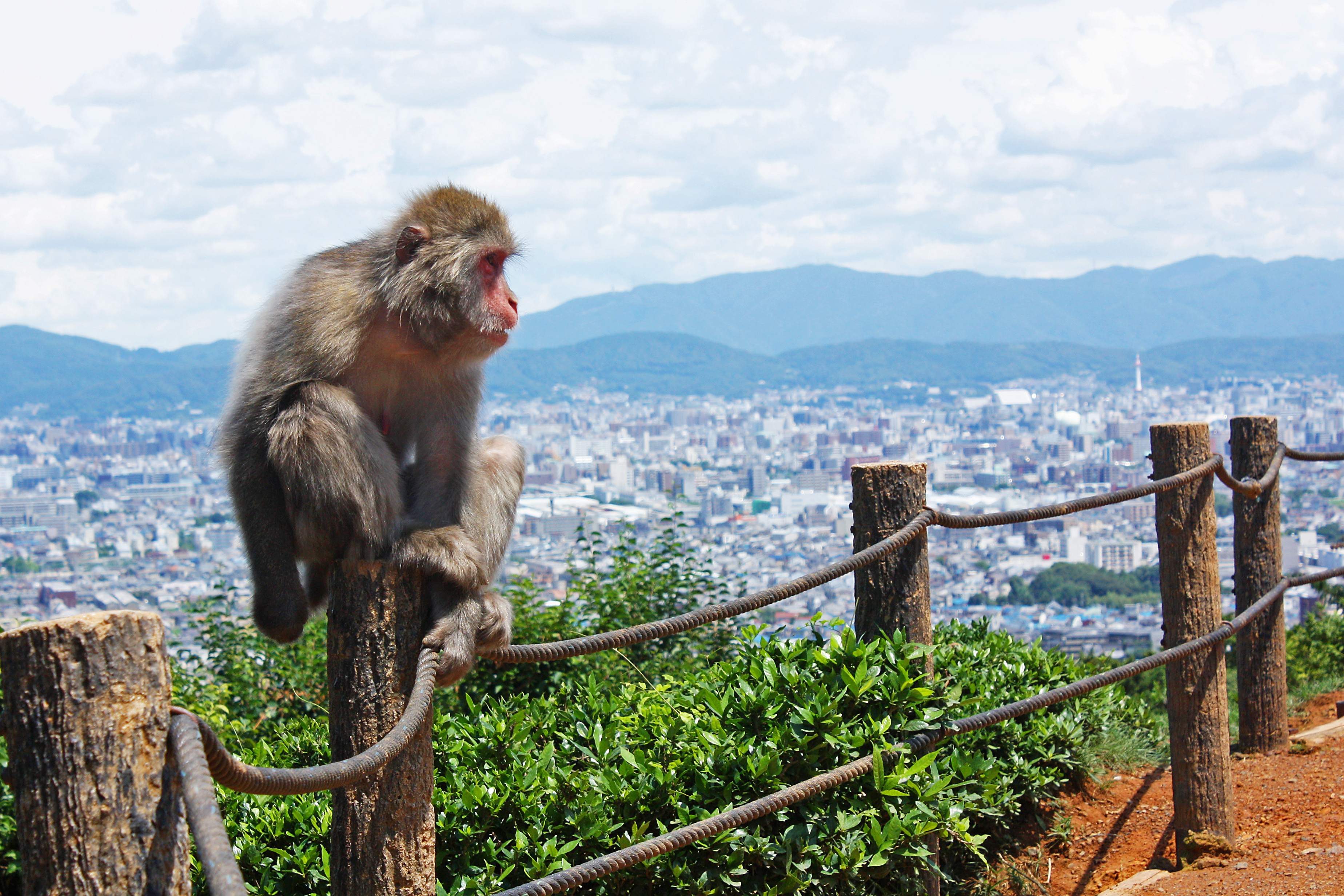
Blick vom Zoo auf Kyōto